# Cyprian (Komarowski)
Cyprian, imię świeckie Konstantin Stanisławowicz Komarowski (ur. 5 września?/17 września 1876 w Samarkandzie, zm. 11 września 1937 w Kirowie) – rosyjski biskup prawosławny.

## Życiorys
Ukończył gimnazjum w Wiernym, następnie w 1899 – Kazańską Akademię Duchowną. Będąc jeszcze jej studentem, 6 grudnia 1898 złożył wieczyste śluby mnisze, zaś 11 grudnia tego samego roku został hieromnichem. Został skierowany do pracy duszpasterskiej w ramach rosyjskiej misji prawosławnej w Kirgizji. W 1906 otrzymał godność archimandryty i został jej kierownikiem.
4 grudnia 1911 został wyświęcony na biskupa siemipałatyńskiego, wikariusza eparchii omskiej. W 1922 przystąpił do Żywej Cerkwi, po roku złożył akt pokutny i wrócił do Rosyjskiego Kościoła Prawosławnego. W 1923 został skazany na dwa lata łagru. Karę odbywał w obozie urządzonym w byłym Monasterze Sołowieckim. Po zakończeniu wyroku skierowany na zsyłkę do Władywostoku, został w grudniu 1925 mianowany biskupem władywostockim i nadmorskim. W marcu 1927 został ponownie aresztowany i uwięziony w więzieniu we Władywostoku. W latach 1927–1929, po odzyskaniu wolności, został arcybiskupem niżnieudeńskim, locum tenens eparchii irkuckiej i angarskiej. W lutym 1929 aresztowany po raz trzeci, pod zarzutem prowadzenia działalności antyradzieckiej. Zwolniony w maju tego samego roku, pozostał w Irkucku bez prawa wyjazdu z miasta. W 1929 został przeniesiony w stan spoczynku; w 1932 mianowany biskupem złatoustowskim, wikariuszem eparchii irkuckiej.
W 1933 został arcybiskupem iżewskim i złatoustowskim. Wszedł również w skład Tymczasowego Patriarszego Świętego Synodu sformowanego przez zastępcę locum tenens patriarchy moskiewskiego i całej Rusi Sergiusza. W 1934 przeniesiony na katedrę kirowską i słobodzką.
W 1937 został aresztowany przez NKWD i oskarżony o udział w grupie kontrrewolucyjnej i szpiegostwo na rzecz Japonii. We wrześniu 1937 rozstrzelany w więzieniu wewnętrznym NKWD w Kirowie.